# Kiki (literatura japońska)
Kiki (jap. 記紀 Ki-Ki) – zwyczajowe, skrótowe określenie dwóch najstarszych kronik japońskich: Kojiki 古事記 (712 r., Kronika dawnych wydarzeń) i Nihon shoki 日本書紀 (720 r., Kroniki japońskie), utworzone z ostatnich znaków ich tytułów. 
Dzieła te, sporządzone na chwałę japońskiego rodu cesarskiego, miały dowodzić jego boskiego pochodzenia. Wprowadzają oficjalny panteon bóstw sintoistycznych. W okresie Meiji Ki-Ki zostały podniesione do rangi ksiąg świętych. 